# Example
Elliot John Gleave (Fulham, 20 de junho de 1982), mais conhecido por seu nome artístico Example, é um cantor, compositor e rapper inglês. Seu nome surgiu devido a suas iniciais "E.G.", que é uma abreviação da frase em latim "exempli gratia", que significa, "por exemplo".
Example primeiro encontrou o sucesso com o lançamento de seu segundo álbum de estúdio, Won't Go Quietly, que chegou a quarta posição na parada UK Albums Chart. O álbum produziu dois singles que entraram no top 10 da UK Singles Chart, "Won't Go Quietly" e "Kickstarts". Seu terceiro álbum, Playing in the Shadows, foi lançado em 4 de setembro de 2011. O álbum estreou na primeira posição na UK Albums Chart, com dois singles número 1, "Changed the Way You Kiss Me" e "Stay Awake". Seu quarto álbum, The Evolution of Man, foi lançado em 19 de novembro de 2012.

## Biografia
Elliot nasceu no "West London Hospital", e é o mais velho de dois filhos. Estudou na escola primaria "All Saints" em Fulham e no "Ashcroft Technology Academy" em Wandsworth. Example disse que na sua infância participava de batalhas de rap e que se interessou pelo gênero depois de ouvir álbuns de Wu-Tang Clan e Snoop Dogg. Em 2000 entrou para a faculdade, e mesmo com sua paixão pelo rap, fez o curso de Direção De Filmes. Foi lá onde conheceu Joseph Revell, conhecido como Rusher, produtor que futuramente passaria a trabalhar junto com ele.

## Carreira
Example chamou a atenção de Pete Tong, Zane Lowe e outros da Radio 1 depois de lançar três singles através do próprio selo "All the chats". Também chamou atenção de pessoas de outras gravadoras, e assinou um contrato em abril de 2006 com a produtora "The Beats", de "Mike Skinner, e lançou um remix para "Smile" de Lilly Allen intitulado "Vile". Depois lançou várias músicas como "You Can't Rap", "I Don’t Want To", "So Many Roads" e "Me + Mandy", a última lançada por seu próprio selo "All the Chats", após o fim do contrato com "The Beats". Example também fez Stand-up comedy", participando do "BBC2 The Culture Show", e apresentando seu show em bares de Covent Garden. Em 2009, com a mudança para um estilo eletrônico, Example aparece nas paradas musicais com "Watch The Sun Come Up" abrindo a porta de seu bem sucedido álbum "Won't Go Quietly", que teve outros singles de sucesso. Mais adiante, a música "Kickstarts" também do álbum "Won't Go Quietly", chegou ao terceiro lugar do UK Singles Chart. No final de 2011, Example lançou o álbum "Playing in the Shadows", aparecendo nas paradas de vários países e chegando ao número 1 de vendas no Reino Unido, além de dois singles número 1 "Changed the Way You Kiss Me" e "Stay Awake".

## Discografia
- What We Made (2007)
- Won't Go Quietly (2010)
- Playing in the Shadows (2011)
- The Evolution of Man (2012)